# Obert Internacional d'Escacs de Figueres Miquel Mas
L'Obert Internacional d'Escacs de Figueres Miquel Mas és un torneig d'escacs que es juga al Castell de Sant Ferran de Figueres a l'agost des de l'any 1999. El torneig pel Sistema suís a nou rondes a ritme de 90 minuts per partida més 30 segons per jugada, és organitzat pel Club Escacs Figueres amb la direcció d'Emili Colls i és vàlid per Elo FIDE, FEDA i FCE, i per l'obtenció de normes de Mestre Català, Mestre Internacional i Gran Mestre. L'Obert de Figueres és computable pel Circuit Català d'Oberts Internacionals d'Escacs. Fou declarat el 20è millor torneig de l'Estat Espanyol a la llista dels 25 millors torneigs de la FEDA.

## Resum edicions

### 2014
El XV Obert Internacional d'Escacs Figueres hi varen jugar 100 jugadors de 10 països diferents repartits en tres categories dels quals 14 eren titulats. Es varen repertir 5000 euros en premis. El peruà Kevel Oliva va ser el campió del grup A, i l'olotí Eduard Aymerich va ser el millor sub16. En el grup B, on podien participar jugadors de fins a 2099 Elo català, el guanyador va ser el sub14 lleidetà Ferran Solé. El grup C, reservat per a jugadors de menys de 12 anys i que significava el III Torneig Juvenil d'Escacs de Figueres, el guanyador va ser Guillem Masdemont amb vuit victòries de vuit partides.

### 2015
La XVIena edició va tenir la presència del número u paraguaià Axel Bachmann, el jugador amb més Elo dels que han participat en l'Obert i màxim favorit juntament amb l'armeni Karèn H. Grigorian i el georgià Levan Aroshidze. El torneig es disputà entre l'11 i el 18 d'agost al Castell de Sant Ferran, amb tres grups, l'A i el B dividits pel nivell dels participants i computable pel Circuit Català, i el C, que constitueix el IV Obert Infantil sub12. En el total dels tres grups es repartiren més de 5.100 euros en premis. Els 5 primers taulers es podien seguir en directe per internet a través de la web del club o de la Federació Catalana d'Escacs.

## Quadre d'honor
Quadre de totes les edicions amb els tres primers de la classificació general:
| Any  | Dates                 | Edició      | Campió                | Subcampió                    | Tercer                    |
| ---- | --------------------- | ----------- | --------------------- | ---------------------------- | ------------------------- |
| 1999 | agost                 | I Obert     | -                     | -                            | -                         |
| 2000 | agost                 | II Obert    | -                     | -                            | -                         |
| 2002 | Del 12 al 18 d'agost  | III Obert   | Roland Berzinsh       | Radek Kalod                  | Jordi Serra               |
| 2003 | De l'11 al 17 d'agost | IV Obert    | Milen Vasilev         | Evgeni Janev                 | Jordi Serra               |
| 2004 | Del 9 al 17 d'agost   | V Obert     | Slavko Cicak          | Miroslaw Grabarczyk          | Nanko Dobrev              |
| 2005 | Del 8 al 15 d'agost   | VI Obert    | Eric Prié             | Jorge A. González            | Evgeni Janev              |
| 2006 | Del 8 al 15 d'agost   | VII Obert   | Dariusz Szoen         | Boris Chatalbashev           | Rafael Leitão             |
| 2007 | Del 8 al 15 d'agost   | VIII Obert  | Alexei Iljushin       | Alexander A Evdokimov        | Yuri Solodovnichenko      |
| 2008 | Del 2 al 9 d'agost    | IX Obert    | Fidel Corrales        | Jorge A. González            | Aleksandr Dèltxev         |
| 2009 | De l'1 al 8 d'agost   | X Obert     | Àlvar Alonso          | Yuri Solodovnichenko         | Josep Oms                 |
| 2010 | De l'11 al 18 d'agost | XI Obert    | Lelys Martínez        | Levan Aroshidze              | Fidel Corrales            |
| 2011 | De l'11 al 18 d'agost | XII Obert   | Vishnu Prasanna       | Levan Aroshidze              | Aramis Alvarez            |
| 2012 | Del 9 al 16 d'agost   | XIII Obert  | Azer Mirzoev          | Lelys Martínez               | Baskaran Adhiban          |
| 2013 | De l'11 al 18 d'agost | XIV Obert   | Cristhian Cruz        | Jordi Fluvià                 | Marc Narciso              |
| 2014 | De l'11 al 18 d'agost | XV Obert    | Kevel Oliva Castaneda | Camilo Ernesto Gómez Garrido | Levan Aroshidze           |
| 2015 | De l'11 al 18 d'agost | XVI Obert   | Axel Bachmann         | Levan Aroshidze              | Manuel Valles             |
| 2016 | De l'11 al 18 d'agost | XVII Obert  | Emilio Córdova        | Camilo Ernesto Gómez Garrido | Kevel Oliva Castaneda     |
| 2017 | Del 10 al 17 d'agost  | XVIII Obert | Jean-Noël Riff        | Miguel Muñoz Pantoja         | Julio Javier Alonso Bouza |